# 黒田泰造

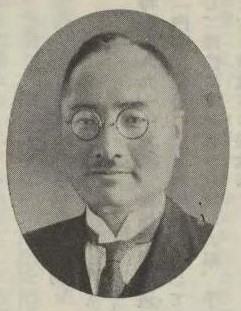
黒田泰造

黒田 泰造（くろだ たいぞう、1883年5月5日 - 1961年10月7日）は、日本の化学者、発明家。
大阪府出身。1906年（明治39年）に東京帝国大学工科応用化学科を卒業した。その後、製鉄所に入所した。1909年（明治42年）に技師となった。1923年（大正12年）に副産部長となった。1928年（昭和3年）に九州帝国大学の教授を兼任した。1934年（昭和9年）に日本製鐵の取締役に就任した。
1933年に帝国発明協会の全国発明表彰により、大賞が授与されている。
1940年には工業化学会の会長を務めた。大日本窯業協会の会長も務めた。
正五位、勲四等。

## 特許
- 特許第31542号 黒田式骸炭爐